# Каллсен, Куно
Куно Фридрих Каллсен (нем. Kuno Friedrich Callsen; 19 октября 1911, Вильстер, Шлезвиг-Гольштейн, Германская империя — 17 мая 2001, Ной-Изенбург, Германия) — штурмбаннфюрер СС, служащий зондеркоманды 4a в составе айнзацгруппы C, участвовавший в массовых расстрелах в Бабьем Яру.

## Биография
Куно Каллсен родился 19 октября 1911 года в семье учителя Августа Каллсена. В Вильстере посещал начальную и среднюю школу, потом гимназию в Итцехо, которую в 1931 году окончил. В том же году поступил на работу в газету Flensburger Nachrichten во Фленсбурге.
В 1929 году стал одним из основателей национал-социалистического школьного союза в Итцехо. 1 октября 1931 года вступил в НСДАП (билет № 647505). Осенью 1934 года присоединился к апарату службы безопасности (СД). 15 января 1935 года был зачислен в СС (№ 107362). 1 апреля 1935 года основал отдел прессы в секции СД «Рейн» во Франкфурте-на-Майне. Впоследствии служил в разных ведомствах СД, занимал должность начальника отдела в секции СД в Дармштадте. В 1940 году отобран в качестве кандидата на руководящую службу в системе полиции безопасности и СД и за государственный счет изучал юриспруденцию.
С мая по октябрь 1941 года был руководителем части зондеркоманды 4a айнзацгруппы C и заместителем Пауля Блобеля. Каллсен был одним из руководителей массового расстрела в Бабьем Яру под Киевом, когда 29 и 30 сентября 1941 было уничтожено более 30 000 тысяч евреев. В октябре 1941 года продолжил обучение в Берлине, сдав в сентябре 1942 года первый, а в августе 1943 года — второй государственный экзамен по праву. Каллсен завершил обучение, пройдя стажировку в окружном управлении Кёнигсберга. 1 сентября 1943 года стал личным представителем Отто Олендорфа в Главном управлении имперской безопасности (РСХА). В ноябре 1944 года был назначен руководителем секции СД в Люнебурге.
После окончания войны скрывался под чужим именем. Весной 1946 года перебрался вместе с семьёй в Ной-Изербург. 10 сентября 1946 года был арестован и интернирован в лагере в Дармштадте. Во время денацификации был классифицирован как «последователь». 30 января 1948 года был освобождён из заключения. С мая 1950 года работал в отделе фирмы по продаже торговых автоматов во Франкфурте-на-Майне, где занимался правовыми и коммерческими вопросами. 25 мая 1965 года был вновь арестован. 29 ноября 1968 года по обвинению в участии в массовом расстреле в Бабьем Яру был приговорён земельным судом Дармштадта к 15 годам каторжной тюрьмы. 5 апреля 1973 года верховный федеральный суд ФРГ утвердил приговор, и он вступил в законную силу. С 29 сентября 1975 года отбывал наказание в тюрьме в Буцбахе. 10 января 1977 года был переведён в тюрьму во Франкфурте-на-Майне. 20 января 1981 года был условно-досрочно освобождён.